# Estrella variable AM Canum Venaticorum
Las estrellas variables AM Canum Venaticorum (abreviado variables AM CVn) son un tipo de estrellas variables cataclísmicas compuestas por dos enanas blancas en donde existe transferencia de masa estelar de una estrella a otra. Estas estrellas binarias tienen períodos orbitales muy cortos -inferiores a una hora aproximadamente- y son estrellas ricas en helio sin trazas detectables de hidrógeno. Se piensa que deben ser importantes fuentes de ondas gravitacionales, suficientemente intensas para ser detectadas mediante el proyecto Laser Interferometer Space Antenna.
AM Canum Venaticorum (WD 1232+37) es la estrella prototípica de esta clase de variables.